# Josep Iborra i Martínez
Josep Iborra i Martínez (Benissa, Marina Alta, 14 d'octubre de 1929 - València, 24 de febrer de 2011) fou un escriptor valencià. Llicenciat en dret i en lletres per la Universitat de València, es va doctorar l'any 1984 per la Facultat de Filologia de la mateixa Universitat. Va treballar per la renovació cultural catalana al País Valencià primer com a professor d'educació secundària i després com a director adjunt de l'Institut de Ciències de l'Educació (ICE) de la Universitat de València. Va ser membre del Servei de Normalització Lingüística de la UV. Va col·laborar a les publicacions Serra d'Or, L'Espill, Saó, El Temps, Reduccions, Caràcters i Revista de Catalunya. Era soci de l'AELC.

## Obres
- Paràboles i prou. València, 1955, Torre.[2]
- Paràboles i prou. Alzira, 1995, Bromera.[3]
- Fuster portàtil. Premi Joan Fuster d'assaig, València, 1982, Tres i Quatre, Eliseu Climent Editor.[4]
- La trinxera literària (1974-1990). Estudis sobre literatura catalana al País Valencià. València, 1995, Institut Interuniversitari de Filologia Valenciana-Publicacions de l'Abadia de Montserrat.[5]
- Confluències. Una mirada sobre la literatura valenciana actual. València, 1995, Edicions Alfons el Magnànim.[6]
- Inflexions. Premi d'Assaig Mancomunitat de la Ribera Alta, Alzira, 2005, Bromera.[7]
- Breviari d'un bizantí. 17è Premi Rovira i Virgili de biografies, autobiografies, memòries i dietaris, Tarragona, 2007, Arola editors i Ajuntament de Tarragona.[8]
- Humanisme i nacionalisme en l'obra de Joan Fuster. Tesi doctoral llegida el 1984 en la Facultat de Filologia de la Universitat de València, Premi Crítica «Serra d'Or» d'Estudis Literaris 2013, València, 2012, Publicacions de la Universitat de València.[9]
- Una declinació personal. València, 2014, Publicacions de la Universitat de València.[10]
- L'estupor. Catarroja, 2018, Editorial Afers.[11]
- Una literatura possible. València, 2021, Institució Alfons el Magnànim-Centre Valencià d'Estudis i d'Investigació, sèrie Obra literària de Josep Iborra, 1 i 2. Pròleg de Francesc Pérez Moragón i Nota preliminar d'Enric Iborra.
- Diari 1965-1977. València, 2022, Institució Alfons el Magnànim-Centre Valencià d'Estudis i d'Investigació, sèrie Obra literària de Josep Iborra, 3. Nota preliminar d'Enric Iborra.
- El vici de la introspecció. València, 2024, Institució Alfons el Magnànim-Centre Valencià d'Estudis i d'Investigació, sèrie Obra literària de Josep Iborra, 4. Nota preliminar d'Enric Iborra.